# هنري هويل (سياسي)
هنري هويل (بالإنجليزية: Henry Howell) هو محامي وسياسي أمريكي، ولد في 5 سبتمبر 1920 في نورفولك في الولايات المتحدة، وتوفي بنفس المكان في 7 يوليو 1997. نشط حزبياً في الحزب الديمقراطي. وقد انتخب عضو مجلس ولاية فرجينيا عن دائرة Virginia's 2nd Senate district ‏ وانتخب عضو مجلس نواب فرجينيا وانتخب نائب حاكم فرجينيا ‏.